# أليسيا كرايغ
أليسيا كرايغ (بالإنجليزية: Alicia Craig)‏ هي منافسة ألعاب القوى أمريكية، ولدت في 14 يونيو 1982.